# 雅瓜里巴拉
雅瓜里巴拉是巴西塞阿拉州的一个市镇。总面积668.291平方公里，总人口9951人，人口密度14.9人/平方公里。